# San Giuseppe (Siena)
Die Chiesa di San Giuseppe (auch Oratorio di San Giuseppe) ist eine Kirche und Oratorium in Siena, die dem heiligen Josef von Nazaret gewidmet ist. Sie gehört zum Erzbistum Siena-Colle di Val d’Elsa-Montalcino.

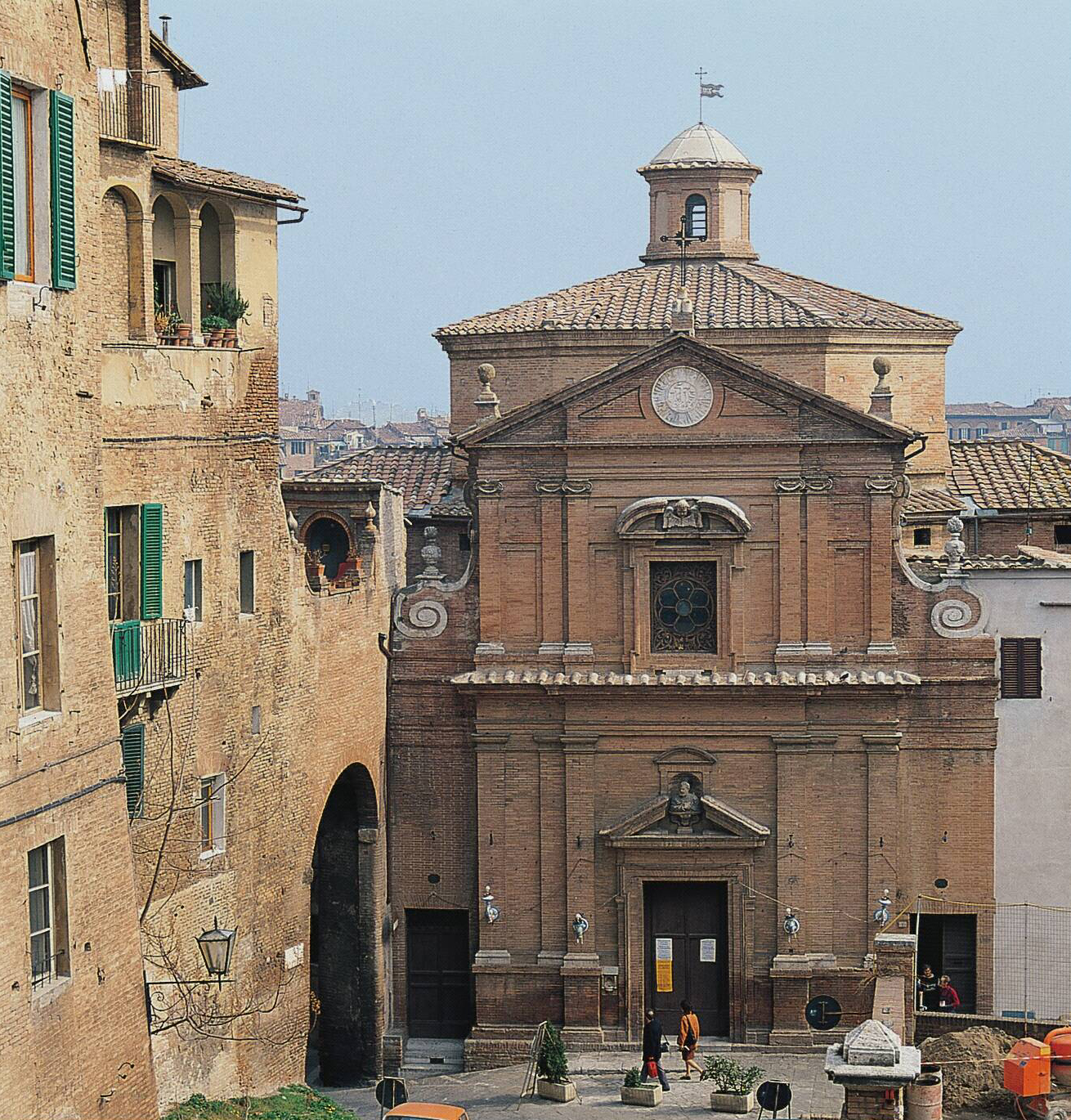
San Giuseppe. Fassade. Links ehemaliges Stadttor Porta Sant’Agata.

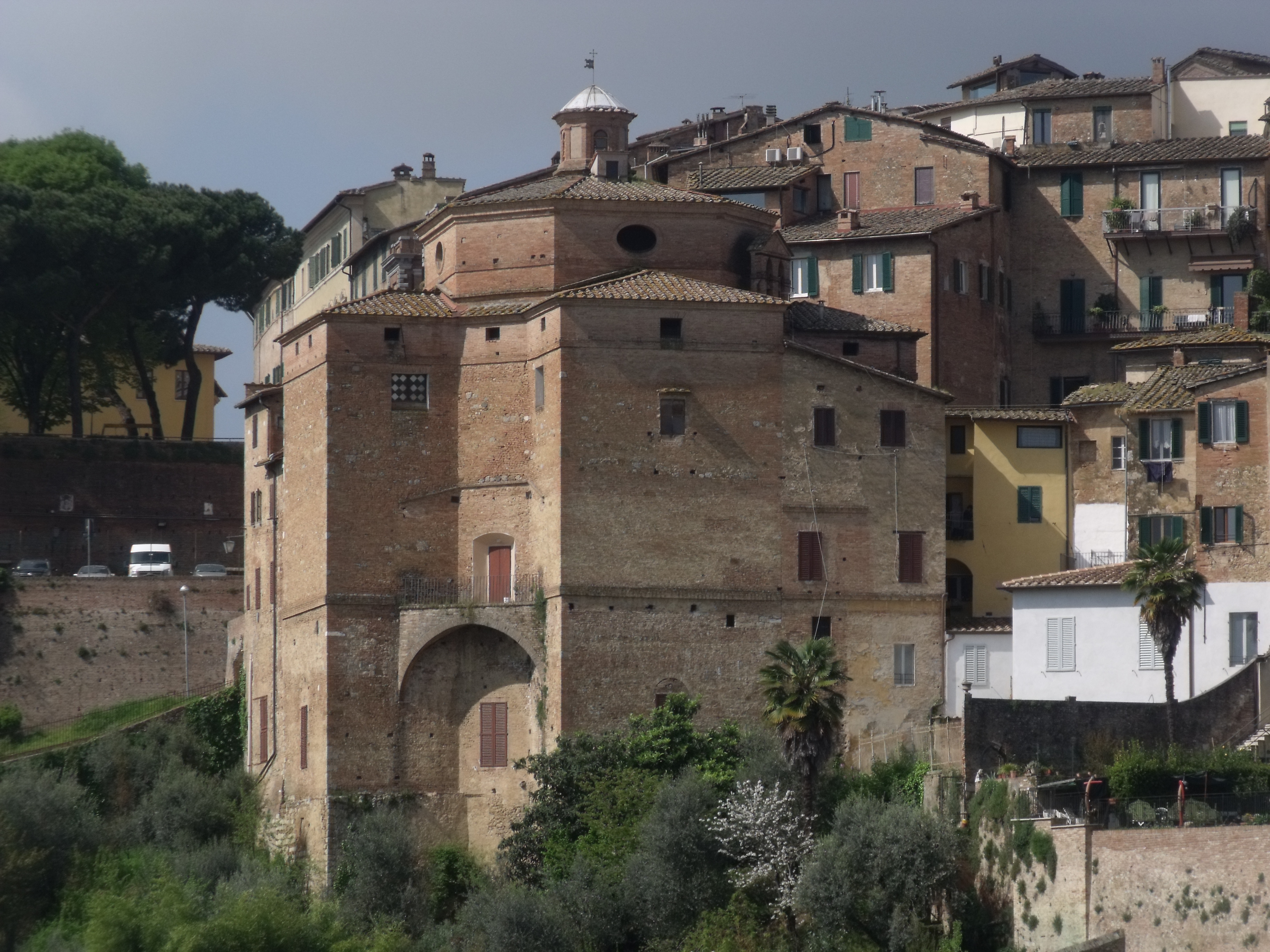
Rückseite der Kirche San Giuseppe

## Lage
Die Kirche befindet sich im historischen Stadtkern innerhalb der Stadtmauer von Siena in der Via di Fontanella an der Kreuzung zu den Straßen Via Giovanni Dupré und Via Sant’Agata. Sie liegt im Stadtdrittel Terzo di Città in der Contrada Onda (Welle) und ist deren Kontradenkirche. Das anliegende ehemalige Stadttor ist die Porta Sant’Agata (später auch Porta San Giuseppe genannt), sie entstand mit der zweiten Erweiterung der mittelalterlichen Stadtmauern. Zum Gebäudekomplex gehören neben der Kirche noch die Sakristei und die Krypta, in der sich heute das Museum der Contrada Onda befindet.

## Geschichte
Der Bau der Kirche entstand im Auftrag der Universität Siena für die Arte dei Legnaioli (Università dei Legnaioli), die 1517 das Gebiet und die Erlaubnis zum Kirchenbau bekamen. Baubeginn war 1521, der Architekt war Baldassarre Giusti aus San Quirico d’Orcia. Vollendet wurde die Kirche mit der Fertigstellung der Fassade im Jahr 1653. Die Fassade aus besteht wie die übrigen Außenwände aus Sichtbackstein und wurde in diesem Jahr von Benedetto Giovannelli erstellt, die Büste aus Marmor über der Eingangstür, Josef darstellend, wurde im gleichen Jahr von Tommaso Redi geschaffen. Die Bauherrschaft der achteckigen Kuppel ist unklar, sie wird Baldassare Peruzzi oder Bartolomeo Neroni (Il Riccio) zugeschrieben. Die Kirche war die Zunftkirche der Tischler (Arte dei Legnaioli) bis zum Verbot durch Leopold II. am 30. August 1777. Von 1778 bis 1785 beherbergte sie die Ordensgemeinschaft Congregazione dei cento fratelli della Buona Morte, bis sie ebenfalls aufgelöst wurde. Danach ging die Kirche in den vollständigen Besitz der Contrada über, die vorherige Kontradenkirche Chiesa di San Salvatore in der unteren Via Giovanni Dupré nahe der Piazza del Mercato wurde verlassen. Die erste Versammlung der Contrada fand hier am 17. Juni 1787 statt. Der Brunnen (Fontanina battesimale), der zur Taufe der neuen Kontradamitglieder dient, stammt von Algero Rosi, die Wappenmalungen von Vittorio Conti. Die Bronzeverzierungen sind aus dem Jahr 1972 und sind von Alfonso Buoninsegni.

## Innenraum
Das Holzgatter, das den Vorraum abtrennt, stammt von Pietro di Austo Montini und entstand in den Jahren 1712 bis 1720. Das Gewölbe über dem Eingang hat ein Fresko von Appolonio Nasini, es entstand 1735 und zeigt die Genealogia di San Giuseppe. In den Nischen befinden sich sechs Statuen von Giuseppe Mazzuoli vom Ende des 17. Jahrhunderts (Isaia, Madonna Annunciata, San Giovanni Battista, San Giovanni Evangelista, San Paolo und San Pietro). Die Leinwandgemälde stammen von Stefano Marzi (Beato Bernardo Tolomei, Ende des 17. Jahrhunderts entstanden) und Dionisio Montorselli (San Bernardino (zugeschrieben) und Santa Caterina di Siena). Dem Deifebo Burbarini werden die Werke Sposalizio di Maria Vergine und Presentazione di Gesù al tempio zugeschrieben, von den Nasini stammen wahrscheinlich die Gemälde Santa Famiglia e Angeli und Transito di San Giuseppe (Fresko, 1643 entstanden). Zudem befinden sich mehrere Fresken und Gemälde unbekannter Herkunft im Innenraum. Auf dem Hauptaltar steht eine Statue des San Giuseppe aus Terrakotta, die von Domenico Arrighetti stammt. Das 1594 entstandene Gemälde Madonna col Figlio e Angeli (linke Kapelle) wird Francesco Bartalini zugeordnet. Der Kapellenaltar aus Stuck aus dem Jahr 1685, Gloria di San Giuseppe darstellend, stammt von den Mazzuolis, die Heiligenstatue wird Domenico Arrighetti zugeschrieben. Die rechte Kapelle enthält ein Holzkreuz aus dem 17. Jahrhundert.
Die achteckige Krypta (Cripta di San Giuseppe) ist heute Versammlungsraum und Museum der Kontrade. Im Eingangsbereich befinden sich Gemälde aus dem 16. Jahrhundert (Madonna col Bambino e Santi und Crocifissione, Bernardino Capitelli zugeordnet). In der Krypta befinden sich mehrere Statuen von Giovanni Dupré und seiner Tochter Amalia, die sich politischen Themen widmen. Im Saal der Siege (Sala delle Vittorie) ist das 1615 entstandene Leinwandgemälde Martirio di Santa Caterina d’Alessandria von Stefano Volpi angebracht. Zudem befinden sich hier die beim Palio di Siena gewonnenen Banner.

## Bilder

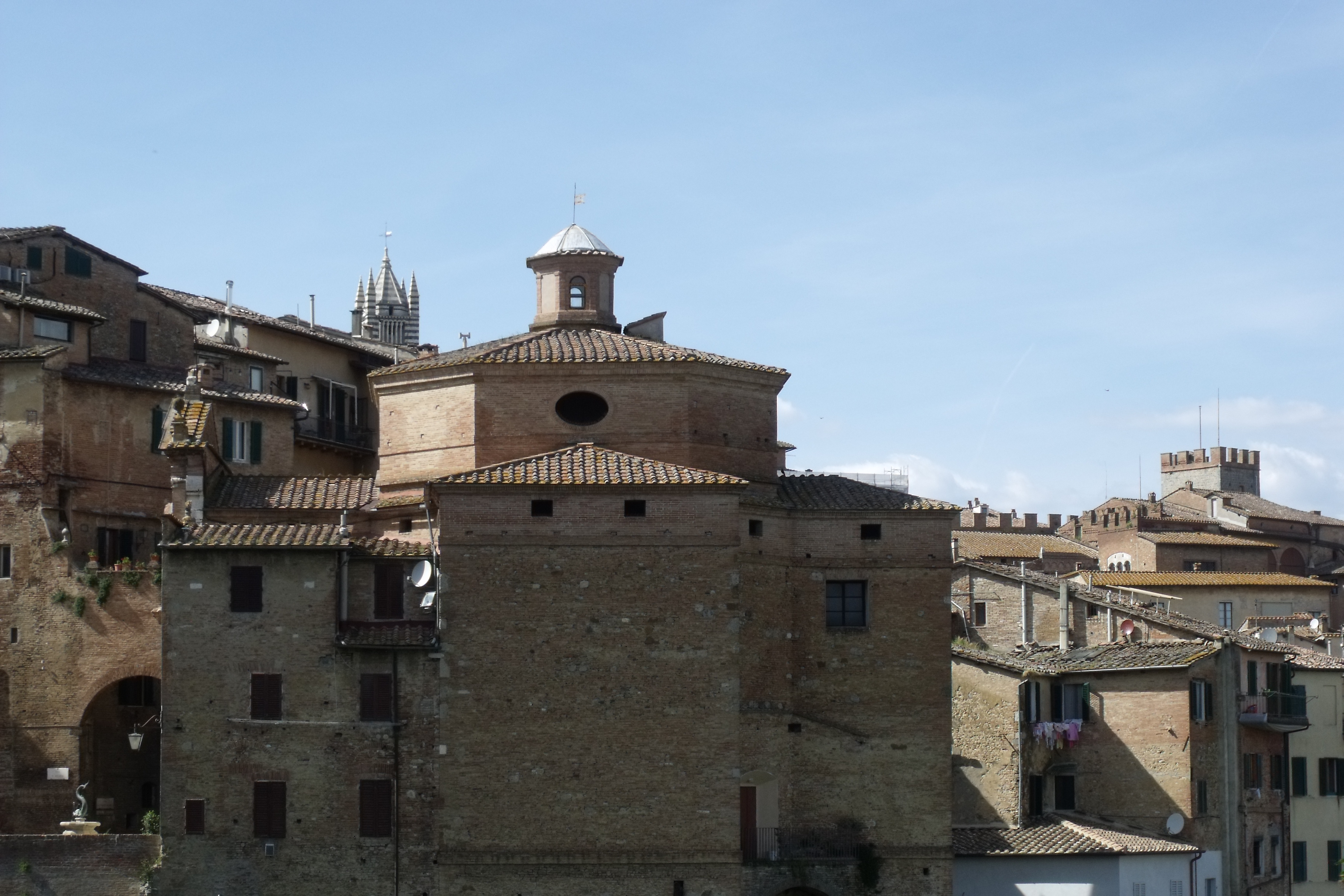
San Giuseppe. Seitenansicht. Im Hintergrund der Dom von Siena, rechts die Porta Sant’Agata, links: Turm des Palazzo Chigi-Saracini (Accademia Musicale Chigiana)
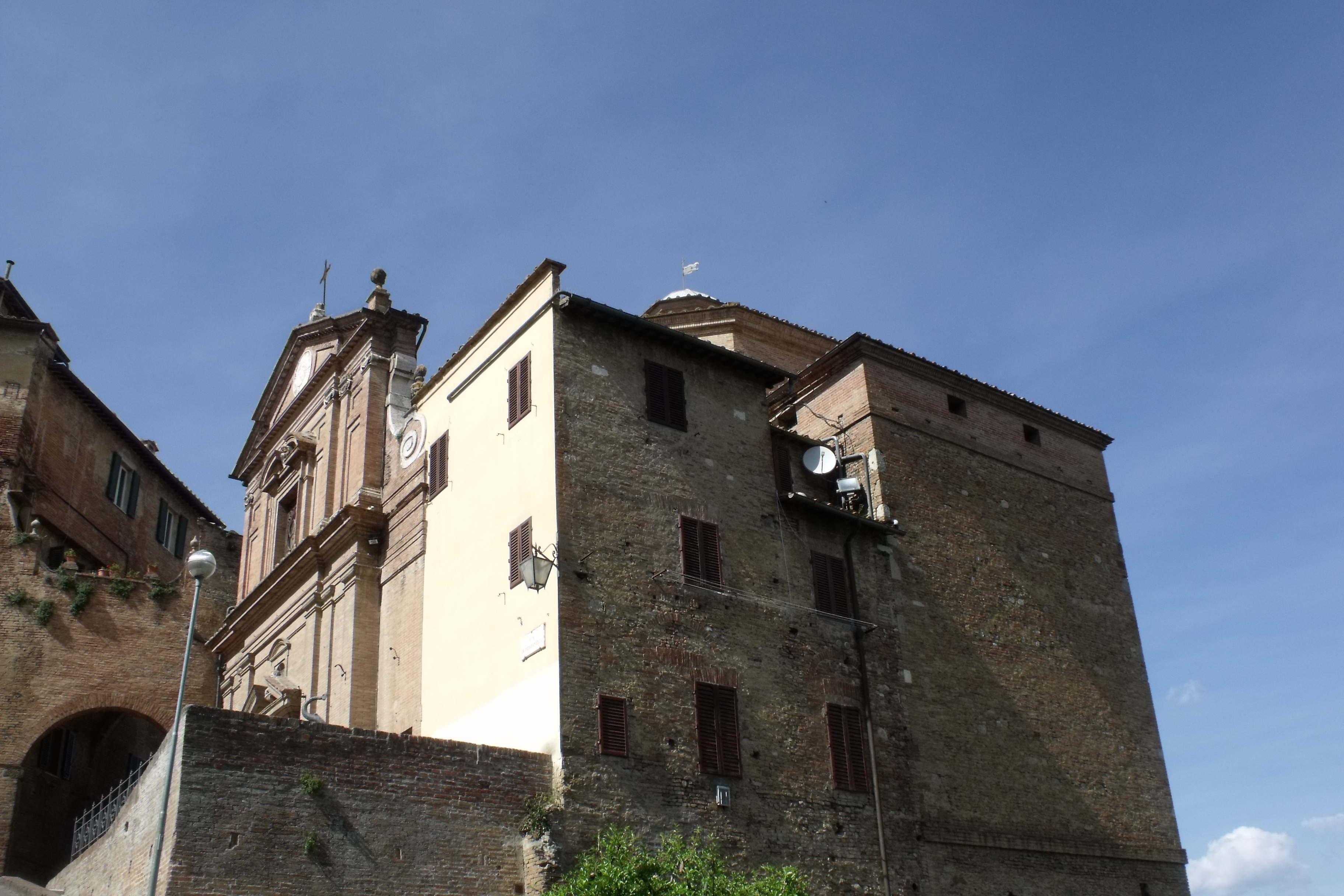
San Giuseppe von der Via di Fontanella gesehen
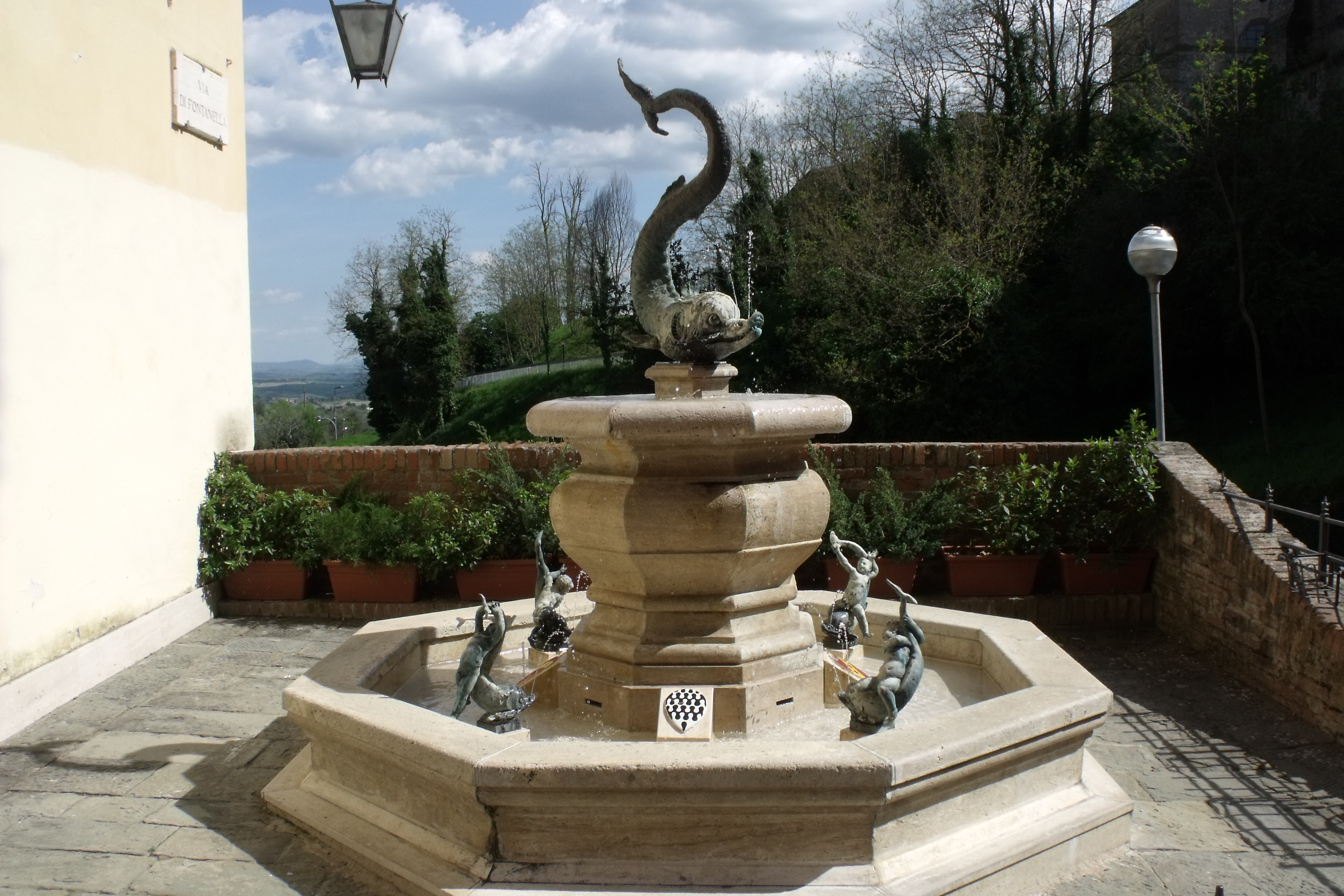
Der Kontradenbrunnen der Contrada Onda vor dem Gebäude